# Porąbka (gemeente)
De gemeente Porąbka is een landgemeente in het Poolse woiwodschap Silezië, in powiat Bielski (Silezië).
De zetel van de gemeente is in Porąbka.
Op 30 juni 2004 telde de gemeente 14 636 inwoners.

## Oppervlakte gegevens
In 2002 bedroeg de totale oppervlakte van gemeente Porąbka 64,59 km², waarvan:
- agrarisch gebied: 38%
- bossen: 47%

De gemeente beslaat 14,13% van de totale oppervlakte van de powiat.

## Demografie
Stand op 30 juni 2004:
| Omschrijving                   | Totaal | Totaal | Vrouwen | Vrouwen | Mannen | Mannen |
| ------------------------------ | ------ | ------ | ------- | ------- | ------ | ------ |
| eenheid                        | aantal | %      | aantal  | %       | aantal | %      |
| inwoners                       | 14 636 | 100    | 7447    | 50,9    | 7189   | 49,1   |
| bevolkingsdichtheid (inw./km²) | 226,6  | 226,6  | 115,3   | 115,3   | 111,3  | 111,3  |

In 2002 bedroeg het gemiddelde inkomen per inwoner 1416,81 zł.

## Plaatsen
Porąbka (gemeentezetel) en sołectwo: Bujaków, Czaniec, Kobiernice.
- Czaniec - 5.376
- Porąbka - 3.767
- Kobiernice - 3.353
- Bujaków - 2.120

## Aangrenzende gemeenten
Andrychów, Czernichów, Kęty, Kozy, Łękawica